# Sankt Margarethen (Szlezwik-Holsztyn)
Sankt Margarethen – miejscowość i gmina w Niemczech, w kraju związkowym Szlezwik-Holsztyn, w powiecie Steinburg, wchodzi w skład urzędu Wilstermarsch.